# 君だけをつれて
『君だけをつれて』（きみだけをつれて）は、BEGINの9枚目のシングル。1995年3月25日発売。発売元はファンハウス。

## 解説
「君だけをつれて」は、安田火災海上保険CMソングであった。

## 収録曲
1. 君だけをつれて
  - 作詞：川村真澄／作曲・編曲：山田直毅
2. 生きてりゃONE MORE SONG
  - 作詞：真名杏樹／作曲：BEGIN／編曲：新川博